# نوای برادوی
نوای برادوی (به انگلیسی: The Broadway Melody) فیلمی موزیکال به مدت ۱۰۰ دقیقه به کارگردانی هری بومونت و با بازی چارلز کینگ، بسی لاو و آنیتا پیج محصول سال ۱۹۲۹ کشور ایالات متحده است.

## خلاصه داستان
"کویینی" (آنیتا پیج) و "هنک" (بسی لاو) خواهرانی رقصنده و آوازخوان هستند. آنان به اتفاق دوست رقاص "هنک"، "ادی" (چارلز کینگ)، قصد دارند بخت و اقبال خود را در برادوی بیازمایند. "ادی" دلباخته "کویینی" می‌شود غافل از اینکه دختر می‌خواهد با مجذوب ساختن او راه را برای پیشرفت خود و خواهرش هموارتر کند. "هنک" از شیفتگی "ادی" نسبت به "کویینی" با خبر می‌شود اما بیش از اینکه بتواند موضوع را با آنان در میان بگذارد، "کویینی" شرمگین از برملا شدن رابطه‌اش با یک تهیه‌کننده هوس‌باز بر "ادی"، آنان را ترک می‌کند. "هنک" به امید اینکه دست کم یک رابطه را نجات بدهد، به دروغ به "ادی" می‌گوید که علایق او صرفاً وسیله‌ای برای ورود به صحنه برودوی بوده است. "ادی" متقاعد می‌شود و سپس در حالی‌که "کویینی" را در دل بخشیده است، سر در پی او می‌گذارد.

## دربارهٔ فیلم

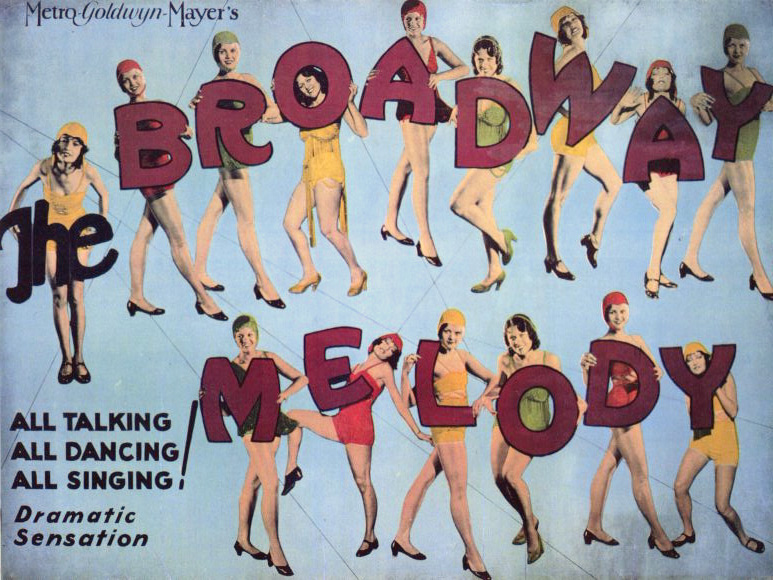
نوای برادوی

نوای برادوی نخستین فیلم موزیکال بلند تاریخ سینما، به معنی دقیق کلمه، بود. اما روایتی ساده‌لوحانه دارد و جنبه بصری آن هم تعریفی ندارد. با این همه اهمیت تاریخی آن انکارناپذیر است. سرآغاز یکی از سرگرم‌کننده‌ترین ژانرهای سینمائی و در واقع نخستین فیلم ناطقی بود که پخش گسترده یافت و انبوه مخاطب را جلب کرد (هر چند پیش از آن فیلم‌هایی مثل خواننده جاز (۱۹۲۷ آلن کراسلند) و نورهای نیویورک (۱۹۲۸ برایان فوی)، بر رده آمده بودند). فیلم از جهت‌های مختلف و اساسی الگوی نمونه‌های فراوان این ژانر در سال‌های بعد بوده است. چند تا از ترانه‌هایش جزء ملحقات لاینفک ژانر موزیکال شدند: "تو برای من ساخته شدی"، "نوای برادوی"، "سلام مرا به برودوی برسانید"، بعضی صحنه‌های نسخه اصلی به شیوه تکنی کالر فیلمبرداری شدند. بازسازی آن با نام دو دختر در برادوی (۱۹۴۰ سیلوان سایمن)، با همکاری لانا ترنر، اثر به مراتب نازل‌تری بود.

## جوایز
- برنده جایزه اسکار بهترین فیلم
- نامزد جایزه اسکار بهترین کارگردانی
- نامزد جایزه اسکار بهترین بازیگر نقش اول زن